# Veroljub Arsić
Veroljub Arsić, cyr. Верољуб Арсић (ur. 28 sierpnia 1969 w Požarevacu) – serbski polityk i przedsiębiorca, parlamentarzysta, jeden z liderów Serbskiej Partii Postępowej.

## Życiorys
Ukończył średnią szkołę elektrotechniczną w Kostolacu. Od 1992 prowadził własną działalność gospodarczą. Zaangażował się w działalność polityczną w ramach Serbskiej Partii Radykalnej. Z jej ramienia w 2003, 2007 i 2008 uzyskiwał mandat posła do Zgromadzenia Narodowego. Po rozłamie wśród radykałów dołączył do Serbskiej Partii Postępowej, objął funkcję jej przewodniczącego w okręgu braniczewskim. Z powodzeniem ubiegał się o poselską reelekcję w 2012, po czym stanął na czele klubu parlamentarnego SNS. W 2014, 2016, 2020, 2022 i 2023 otrzymywał mandatowe miejsce na liście wyborczej SNS, zapewniając sobie wybór na kolejne kadencje. Powoływany na stanowisko wiceprzewodniczącego Skupsztiny.